# Meromacroides
Meromacroides là một chi ruồi trong họ Syrphidae.